# Chacal
Pour les articles homonymes, voir Chacal (homonymie).
 (mai 2017).
Si vous disposez d'ouvrages ou d'articles de référence ou si vous connaissez des sites web de qualité traitant du thème abordé ici, merci de compléter l'article en donnant les références utiles à sa vérifiabilité et en les liant à la section « Notes et références ».
Taxons concernés
Dans le genre Canis
- Voir textemodifier

Chacal est le nom vernaculaire désignant en français plusieurs espèces de petite ou moyenne taille de la famille des Canidés. C'est un mammifère adaptable et opportuniste. On les trouve en Afrique, en Asie, et également en Europe méditerranéenne et plus particulièrement dans les Balkans. 
Si le chacal doré était cantonné dans les Balkans jusque dans les années 1950, il est déjà en forte expansion au début des années 2000, et connait un accroissement encore accéléré de son aire de répartition vers le nord et l'ouest de l'Europe depuis les années 2010 à la faveur du réchauffement climatique,.

## Étymologie
Le terme chacal dériverait du sanskrit शृगाल (sṛgālá) qui signifie « le hurleur » via le persan شغال (šaḡāl) et le turc çakal. Toutes les langues européennes ont leur nom vernaculaire formé à partir de cette même racine, même si le terme latin est thos, terme qui est lui, probablement originaire du carthaginois.

## Biologie, comportement et écologie
Les caractéristiques générales des chacals sont celles des Canidés et du genre Canis, avec des différences pour chaque espèce : voir les articles détaillés pour plus d'informations, notamment sur leur constitution physique ou leur mode de vie respectif.
Les chacals occupent une niche écologique semblable à celle du coyote en Amérique du Nord.

### Espèces et répartition

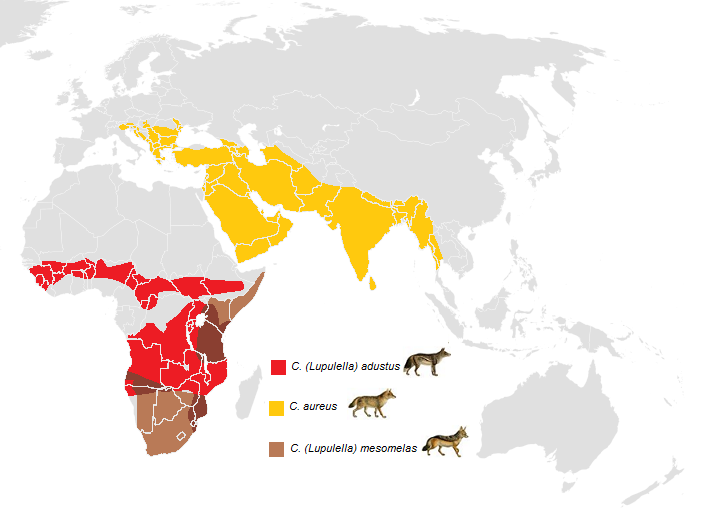
Répartition géographique en 2007. Le chacal doré a colonisé depuis une large partie de l'Europe

- Chacal commun ou chacal doré ou dihb (Canis aureus)
- Chacal à flancs rayés (Lupulella adustus)
- Chacal à chabraque (Lupulella mesomelas)
- Chacal de Simien (Canis simensis), ou loup d'Abyssinie
- Chacal crabier (Canis thous)
- Chacal strié (Canis lateralis)
- Chacal svelte ou chacal du Sénégal (Canis anthus)

### Vie sociale et territoire
Comme les loups en liberté, les chacals vivent en famille comprenant un couple socialement monogame et ses petits. Chaque famille contrôle, marque et surveille un territoire.

### Chasse et alimentation
De nature opportuniste, ils se nourrissent principalement de charognes et de fruits et chassent de petites proies : petits mammifères, insectes, grenouilles, lézards et oiseaux. Également, comme les loups, les chacals chassent soit seuls (le mâle surtout lorsque la mère allaite), soit en couple, parfois avec de jeunes adultes lorsque le territoire est suffisant pour qu'ils restent plus longtemps.

### Communication
Plusieurs caractéristiques sont communes à la majorité des espèces, comme la communication orale, qui est très importante chez tous les chacals.
Toutefois la gamme des cris est un peu différente selon les espèces.

Les chacals à chabraque et dorés ont un registre plus étendu et sont bien plus bavards. Pour se reconnaître, les chacals à chabraque glapissent (cependant parfois hurlent), tandis que les chacals dorés hurlent (cependant parfois glapissent). Ces derniers émettent une sorte de reniflement à l'approche d’un danger. Les deux espèces poussent de longs hurlements perçants tout en courant, entrecoupés d’aboiements très courts, qui servent à rassembler la meute avant la chasse.
Le chacal rayé est plus silencieux. D’une voix basse, il émet des glapissements ou des aboiements.
Le cri du chacal de Simien est aigu et répété.

## Mythologie
Anubis, dieu égyptien de l'au-delà, de la mort et de l'embaumement dans la mythologie égyptienne, était représenté avec un corps humain et une tête de canidé, peut-être un chacal. 
Il en va de même pour d'autres dieux égyptiens, comme Oupouaout, Sed, Khentamentiou, Oupiou, Anupet...  
Le chacal est aussi le véhicule de la déesse hindoue Kâlî, déesse du Temps et de la Mort.
Le chacal joue dans les fables indiennes et africaines le même rôle que le renard dans les fables européennes.
Comme le coyote ou le renard, le chacal symbolise l'astuce ou l'intelligence dans les cultures populaires, notamment celles des sorciers, voire le mythe interculturel du fripon.